# 谢安镇
谢安镇，原为谢安乡，是中华人民共和国四川省眉山市仁寿县下辖的一个乡镇级行政单位。2019年12月，撤销鸭池乡和谢安乡，设立谢安镇，以原鸭池乡和原谢安乡所属行政区域为谢安镇的行政区域。

## 行政区划
谢安镇下辖以下地区：
丰收村、新民村、灵芝村、扎林村、染房村、三顾村、朝辉村、华阳村和葫芦村。